# 永宁镇 (阳春市)
永宁镇，是中华人民共和国广东省阳江市阳春市下辖的一个乡镇级行政单位。

## 行政区划
永宁镇下辖以下地区：
永宁社区、三岸村、林湾村、高寨村、那陈村、坡楼村、文村、铁垌村、双底村、横垌村、庙龙村、双南村、棠梨村、新合村、新沙村、沙田村、新江村、湖垌村、沙坪村、马山村、硖石村、红光村、造和村、那漓村和信蓬村。